# أوريليانو توريس
أوريليانو توريس رومان (بالإسبانية: Aureliano Torres Román) (مواليد 16 يونيو 1982 في أسونسيون) لاعب كرة قدم باراغواياني يلعب حاليا لصالح نادي سان لورينزو الأرجنتيني .

## روابط خارجية
- أوريليانو توريس على موقع الاتحاد الدولي (مؤرشف)  (الإنجليزية)
- أوريليانو توريس على موقع قاعدة بيانات كرة القدم.إي يو (الإنجليزية)
- أوريليانو توريس على موقع ناشيونال فوتبول تيمز (الإنجليزية)
- أوريليانو توريس على موقع Soccerway.com (الإنجليزية)
- أوريليانو توريس على موقع عالم كرة القدم.نت (الإنجليزية)
- أوريليانو توريس على موقع كووورة
- أوريليانو توريس على موقع أوليمبيديا (الإنجليزية)